# دييغو جارديل
دييغو جارديل (بالبرتغالية: Diego Jardel Koester‏)، لاعب كرة قدم برازيلي .
لعب في عدة أندية برازيلية أبرزها نادي بوتافوغو و إنتقل إلى النادي العربي عام 2017 و انتقل إلى نادي الظفرة في عام 2019 و بعدها لعب مع نادي عجمان .

## روابط خارجية
- دييغو جارديل على موقع قاعدة بيانات كرة القدم.إي يو (الإنجليزية)
- دييغو جارديل على موقع Soccerway.com (الإنجليزية)
- دييغو جارديل على موقع عالم كرة القدم.نت (الإنجليزية)